# Fermín Caballero

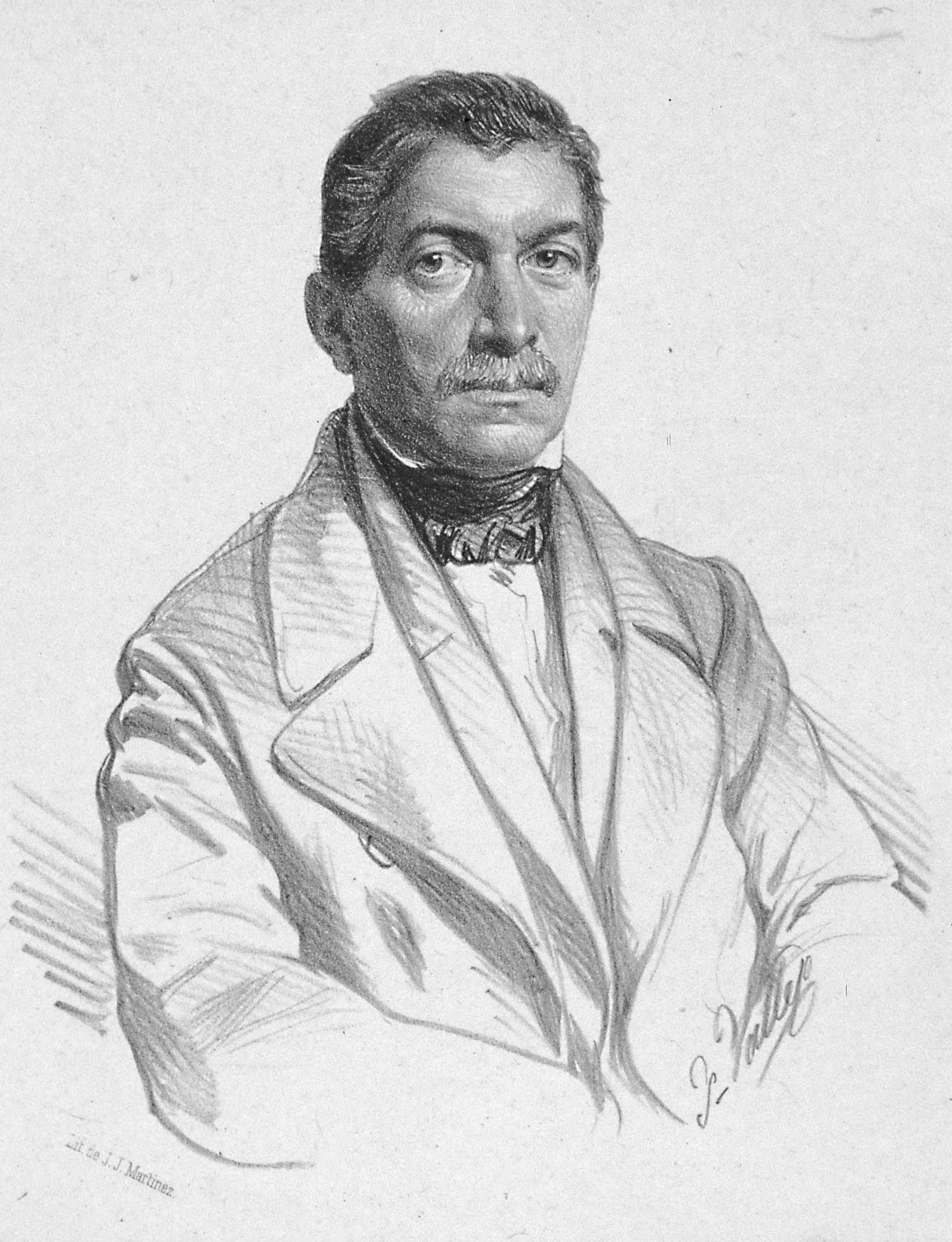
Fermín Caballero.

Fermín Caballero y Morgáez, född den 7 juli 1800 i Barajas de Melo, Cuenca, död den 17 juni 1876 i Madrid, var en spansk författare, journalist och politiker. 
Såväl i pressen som i cortes var Caballero en av de främsta motståndarna till "los moderados" och Martínez de la Rosas kabinett och bistod verksamt Mendizábal i dennes liberala reformer och åtgärder mot klostren. Caballero var också två gånger inrikesminister. I hans stora litterära produktion intas största platsen av statistiska och geografiska arbeten, därnäst litterärbiografiska monografier, vittnande om stor kunskapsrikedom och kritisk skärpa. Los españoles pintados por si mismos (1843) skapade honom många ovänner. Caballero var även en framstående kännare av Cervantes och publicerade 1840 ett arbete kallat La perícia geográfica de Cervantes.